# Анналы святого Бонифация
Анналы святого Бонифация (лат. Annales sancti Bonifacii) — одни из древнейших германских анналов, составленных в X—XI вв. в монастыре св. Бонифация в Фульде. Сохранились в рукописях X—XI вв. Охватывают период с 716 по 1024 («Кратчайшие анналы» с 936 по 1011) гг. Содержат сведения по истории Священной Римской империи и соседних стран.

## Издания
- Annales sancti Bonifacii // MGH, SS. Bd. III. Hannover. 1839, p. 117—118[2].

- Annales sancti Bonifacii brevissimi // MGH, SS. Bd. III. Hannover. 1839, p. 118[3].

## Переводы на русский язык
- Анналы святого Бонифация и Кратчайшие анналы святого Бонифация в переводе И. М. Дьяконова на сайте Восточная литература